# O srajci srečnega človeka
O srajci srečnega človeka je slovenska ljudska pravljica. Izšla je v zbirki Kresnice (Ljubljana, 1985), katere urednik je Niko Grafenauer.

## Povzetek vsebine
Glavni lik v ljudski pravljici O srajci srečnega človeka je kralj, ki je bil zelo bolan. Nobeno zdravilo mu ni več pomagalo. Prvi stranski lik je bil zdravnik, ki je kralju svetoval, da naj najde človeka, ki ni bil nikoli nezadovoljen. Ko bi tega človeka kralj našel in bi si oblekel srajco tega srečnega človeka, bi ozdravel. Kralj je poslal po vsem svetu svoje sle, da bi našli takega človeka.
Nekega dne je eden izmed kraljevih hlapcev na travniku zagledal bosega in raztrganega človeka, ki se je nasmihal v spanju. Zbudil ga je in vprašal, če je zadovoljen. Človek mu je pritrdil in mu povedal, da še nikoli ni bil nezadovoljen. Hlapec ga je odpeljal h kralju. Kralj je od njega zahteval naj se sleče ter mu da svojo srajco. Srečni človek si je slekel suknjič, toda pod njim ni imel srajce. Ko je kralj to videl, je umrl.

## Analiza pravljice
Pravljica O srajci srečnega človeka je ljudska pravljica. Zanje je značilno, da kraj in čas nista podana. To lahko vidimo tudi v pravljici, saj ne moremo določiti niti kraja dogajanja niti časa. V pravljici najdemo še eno značilnost ljudskih pravljic in sicer to, da književni liki nimajo imen. 
V pravljici nastopa kralj, ki mu ne manjka nič, razen zdravja. Ko izve, da lahko ozdravi le s srajco srečnega človeka, pošlje vse svoje sle v iskanje tega človeka. Ko ga najdejo in privedejo na kraljestvo kralj ugotovi, da srečni človek nima srajce in umre.
Nauk te pravljice je, da človek ne more imeti vsega, kar bi hotel imeti. Kralj ni imel sreče in zdravja, srečni človek pa ni imel srajce, ker ni imel denarja.

## Liki
- Glavne liki pravljice:
  - bogat kralj
  - srečni človek

- Stranski liki pravljice:
  - kraljev zdravnik
  - kraljev hlapec

## O pravljicah po Vladimirju J. Proppu
Vladimir J. Propp razdeli pravljice na pravljice s čudežno vsebino, na realistične pravljice ter na živalske pravljice. (Propp, 2005) Po njegovi teoriji strukturalizma, so vse čudežne pravljice po svoji obliki enotne. To pa ne pomeni, da izhajajo npr. iz Indije, ampak da je ta enotni vir lahko tudi psihološki.
Propp poveže pravljico z vero in vsakdanjim življenjem. V pravljici npr. leteči konj simbolizira nosilca duš v onostranstvo. Pravi, da izginja vsakdanje življenje, vera tudi izginja, njuna vsebina pa se spreminja v pravljico.
Vera v pravljici O srajci srečnega človeka ni prisotna v običajnemu pomenu, najdemo pa povezanost z vero. Ko kralj umira upa, da ne bo umrl, upa v odrešitev. Prisotna je vera v nekaj boljšega, v uresničitev želja. V pravljici je to ozdravitev.
V svoje delu z naslovom Morfologija pravljice Propp govori o funkcijah. Le-te naj bi tvorile osnovne prvine pravljice, na katerih se gradi razvoj dogajanja. Te funkcije poimenuje kot dejanje lika, ki je pogojeno z njegovim pomenom za razvoj dogajanja. Funkcije likov so stalne, vendar je njihovo število omejeno, zaporedje pa je vedno enako.
Razvoj pravljice od izhodiščnega stanja, prek vmesnih funkcij, do končne funkcije poimenuje linija. Tako ima lahko pravljica eno ali več linij.

## Aplikacija pravljice O srajci srečnega človeka po Proppu
Ta pravljica ima eno samo linijo. 
Propp ima v svoji teoriji pravljice razdeljene na 27 funkcij. Pravljica O srajci srečnega človeka nima vseh, nekaj pa le.
Funkcije v pravljici O srajci srečnega človeka:
- 1- izhodiščno stanje ( prvina zapleta ), enemu človeku nekaj manjka, nekaj hoče imeti        ( bolezni kralja )
- 2- stopnjevanje z obljubami ( zdravnik obljublja, da bo kralj ozdravel, če si obleče srajco srečnega človeka )
- 3- nekdo odide od doma ( sli, hlapci )
- 7- kraljestvo je ogroženo, če kralj umre
- 9- sli se razidejo po vsem svetu
- 14- bosonogi človek ne potrebuje denarja
- 15- uvedba pomočnika ( hlapec )
- 16- brez prošnje za milost ( bosonogi človek ni nič pričakoval )
- 17- milost ( da je hlapec sploh srečal človeka, za katerega je menil, da je srečen )
- 18- dialog ( med bosonogim človekom in kraljevim hlapcem )
- 19- hlapec prepriča bosonogega človeka, da gre z njim na kraljestvo
- 24- pridobitev z uporabo sile ( kralj je srečnemu človeku ukazal, da naj si sleče srajco)